# (87024) 2000 JS66
2000 جاي أس 66 (ويعرف أيضًا باسم (87024) 2000 جاي أس 66 وفق تسمية الكوكب الصغير) (بالإنجليزية: 2000 JS66)‏ هو كويكب ضمن حزام الكويكبات؛ وترتيبه 87024 من حيث الاكتشاف.
اكتُشف هذا الجُرم الفلكي بواسطة بحث لنكولن عن الكويكبات القريبة من الأرض في 5 مايو 2000.

## وصلات خارجية
- (87024) 2000 JS66 في قاعدة بيانات مختبر الدفع النفاث لأجرام النظام الشمسي الصغيرة

- الاكتشاف · مخطط المدار ·  العناصر المدارية · المعلمات المادية

- (87024) 2000 JS66 على موقع ويكي سكاي: DSS2, SDSS, GALEX, IRAS, Hydrogen α, X-Ray, Astrophoto, Sky Map, Articles and images